# Wrzód weneryczny
Wrzód weneryczny (wrzód miękki, szankroid, szankier miękki) – choroba zakaźna, przenoszona drogą płciową, której czynnikiem etiologicznym są Gram-ujemne pałeczki Ducreya (Haemophilus ducreyi).
Wrzód weneryczny zaliczany jest do chorób wenerycznych. Okres wylęgania trwa 3-7 dni. Po zakażeniu na narządach płciowych tworzy się krosta, przekształcająca się następnie w bardzo bolesne i ropne owrzodzenie, o dnie i brzegach miękkich i podminowanych, otoczone zapalną obwódką, w którego najbliższym sąsiedztwie mogą powstawać liczne, nowe wrzody. U części chorych rozwijają się powikłania w postaci ropnego zapalenia, z towarzyszącym rozpadem pachwinowych węzłów chłonnych, zwykle po jednej stronie. Leczenie antybiotykami; koniecznie badanie partnerów seksualnych i obserwacja chorego przez 3 miesiące po leczeniu.